# Seis Naciones Femenino 2018
El Seis Naciones Femenino 2018, también conocido como 2018 RBS Women's Six Nations patrocinado por Royal Bank of Scotland, fue la 23.ª edición del Campeonato Femenino de las Seis Naciones, una competencia anual de rugby femenino entre seis equipos nacionales de rugby. Los partidos se celebraron en febrero y marzo de 2018, los mismos fines de semana que el torneo masculino.
Al igual que en el torneo de 2017 utiliza el sistema de punto bonus, común a la mayoría de los otros torneos de rugby. Además de los cuatro puntos para una victoria o dos para un empate, un equipo que anote cuatro o más ensayos durante un partido recibirá un punto bonus ofensivo, al igual que un equipo que pierda por 7 o menos puntos, obtiene un punto bonus defensivo. Además, para asegurar que un equipo que gane todos sus partidos (un Grand Slam) también gane el campeonato, se le concederán tres puntos adicionales.

## Participantes
- Escocia
- Francia
- Gales
- Inglaterra
- Irlanda
- Italia

## Clasificación
| Pos. | País       | Partidos | Partidos | Partidos  | Partidos | Anotación | Anotación | Anotación  | Tries (ensayos) | Puntos Bonus | Puntos |
| Pos. | País       | Jugados  | Ganados  | Empatados | Perdidos | A favor   | En contra | Diferencia | Tries (ensayos) | Puntos Bonus | Puntos |
| --- | ---------- | -------- | -------- | --------- | -------- | --------- | --------- | ---------- | --------------- | ------------ | ------ |
| 1 | Francia    | 5        | 5        | 0         | 0        | 163       | 23        | + 140      | 24              | 4            | 27     |
| 2 | Inglaterra | 5        | 4        | 0         | 1        | 187       | 44        | + 143      | 29              | 5            | 21     |
| 3 | Irlanda    | 5        | 2        | 0         | 3        | 79        | 92        | - 13       | 11              | 2            | 10     |
| 4 | Italia     | 5        | 2        | 0         | 3        | 63        | 147       | - 84       | 10              | 2            | 10     |
| 5 | Escocia    | 5        | 1        | 0         | 4        | 55        | 125       | - 70       | 8               | 1            | 5      |
| 6 | Gales      | 5        | 1        | 0         | 4        | 48        | 164       | - 116      | 7               | 1            | 5      |
| Fuente: RBS Women's 6 Nations Table Archivado el 12 de abril de 2018 en Wayback Machine. (actualizado a 16 de marzo de 2018) |            |          |          |           |          |           |           |            |                 |              |        |

Nota: Se otorgan 4 puntos al equipo que gane un partido, 2 al que empate y 0 al que pierda
Puntos Bonus: 1 punto por convertir 4 tries o más en un partido y 1 al equipo que pierda por no más de 7 tantos de diferencia
3 puntos extras si un equipo logra el Gran Slam

## Partidos

### Jornada 1
| 2 de febrero de 2018, 18:00 GMT (UTC+0) | Gales | 18 - 17 | Escocia | Parc Eirias, Colwyn Bay    |                            |
|                                         |       | Reporte |         | Árbitro(s): Sean Gallagher | Árbitro(s): Sean Gallagher |

| 3 de febrero de 2018, 21:00 CET (UTC+1) | Francia | 24 - 0  | Irlanda | Stade Ernest Wallon, Toulouse |                         |
|                                         |         | Reporte |         | Árbitro(s): Ian Tempest       | Árbitro(s): Ian Tempest |

| 4 de febrero de 2018, 18:30 CET (UTC+1) | Italia | 7 - 42  | Inglaterra | Stadio Mirabello, Reggio Emilia |                             |
|                                         |        | Reporte |            | Árbitro(s): Hollie Davidson     | Árbitro(s): Hollie Davidson |

### Jornada 2
| 10 de febrero de 2018, 12:15 GMT (UTC+0) | Inglaterra | 52 - 0  | Gales | Twickenham Stoop, Londres        |                                  |
|                                          |            | Reporte |       | Árbitro(s): Aimee Barrett-Theron | Árbitro(s): Aimee Barrett-Theron |

| 10 de febrero de 2018, 19:05 GMT (UTC+0) | Escocia | 3 - 26  | Francia | Scotstoun Stadium, Glasgow |                           |
|                                          |         | Reporte |         | Árbitro(s): Graham Cooper  | Árbitro(s): Graham Cooper |

| 11 de febrero de 2018, 13:00 GMT (UTC+0) | Irlanda | 21 - 8  | Italia | Donnybrook Stadium, Dublín |                       |
|                                          |         | Reporte |        | Árbitro(s): Tim Baker      | Árbitro(s): Tim Baker |

### Jornada 3
| 23 de febrero de 2018, 19:05 GMT (UTC+0) | Escocia | 8 - 43  | Inglaterra | Scotstoun Stadium, Glasgow |                         |
|                                          |         | Reporte |            | Árbitro(s): Joy Neville    | Árbitro(s): Joy Neville |

| 24 de febrero de 2018, 21:00 CET (UTC+1) | Francia | 57 - 0  | Italia | Stade Armand Cesari, Furiani |                           |
|                                          |         | Reporte |        | Árbitro(s): Rose LaBrèche    | Árbitro(s): Rose LaBrèche |

| 25 de febrero de 2018, 15:00 GMT (UTC+0) | Irlanda | 35 - 12 | Gales | Donnybrook Stadium, Dublín |                      |
|                                          |         | Reporte |       | Árbitro(s): Sara Cox       | Árbitro(s): Sara Cox |

### Jornada 4
| 10 de marzo de 2018, 21:00 CET (UTC+1) | Francia | 18 - 17 | Inglaterra | Stade des Alpes, Grenoble |                         |
|                                        |         | Reporte |            | Árbitro(s): Joy Neville   | Árbitro(s): Joy Neville |

| 11 de marzo de 2018, 11:45 GMT (UTC+0) | Gales | 15 - 22 | Italia | Millennium Stadium, Cardiff |                           |
|                                        |       | Reporte |        | Árbitro(s): Marie Lematte   | Árbitro(s): Marie Lematte |

| 11 de marzo de 2018, 13:00 GMT (UTC+0) | Irlanda | 12 - 15 | Escocia | Donnybrook Stadium, Dublín |                         |
|                                        |         | Reporte |         | Árbitro(s): Ian Tempest    | Árbitro(s): Ian Tempest |

### Jornada 5
| 16 de marzo de 2018, 17:30 GMT (UTC+0) | Inglaterra | 33 - 11 | Irlanda | Ricoh Arena, Coventry       |                             |
|                                        |            | Reporte |         | Árbitro(s): Alhambra Nievas | Árbitro(s): Alhambra Nievas |

| 16 de marzo de 2018, 18:00 GMT (UTC+0) | Gales | 3 - 38  | Francia | Parc Eirias, Colwyn Bay        |                                |
|                                        |       | Reporte |         | Árbitro(s): Beatrice Benvenuti | Árbitro(s): Beatrice Benvenuti |

| 18 de marzo de 2018, 15:00 CET (UTC+1) | Italia | 26 - 12 | Escocia | Stadio Plebiscito, Padova |                      |
|                                        |        | Reporte |         | Árbitro(s): Sara Cox      | Árbitro(s): Sara Cox |

| Bandera de Francia |
| Campeón Francia    |
| Sexto título       |